# Amplificador seguidor

Figura 1: memòria intermèdia de tensió ideal (superior) i memòria intermèdia de corrent (inferior)

En electrònica, un amplificador seguidor (buffer) és un amplificador de guany unitari que copia un senyal d'un circuit a un altre mentre transforma la seva impedància elèctrica per proporcionar una font més ideal (amb una impedància de sortida més baixa per a un seguidor de tensió o una impedància de sortida més alta per a un seguidor de corrent ). Això "amortitza" la font de senyal del primer circuit perquè no es vegi afectada pels corrents de la càrrega elèctrica del segon circuit i simplement es pot anomenar un amortidor o seguidor quan el context és clar.

## Seguidor de tensió
S'utilitza un amplificador d'amortidor de tensió per transformar un senyal de tensió amb una alta impedància de sortida d'un primer circuit en una tensió idèntica amb baixa impedància per a un segon circuit. L'amplificador d'amortiment interposat evita que el segon circuit carregui el primer circuit de manera inacceptable i interfereixi amb el seu funcionament desitjat, ja que sense el buffer de tensió, la tensió del segon circuit està influenciada per la impedància de sortida del primer circuit (ja que és més gran que la impedància d'entrada del segon circuit). Al buffer de tensió ideal (figura 1 superior), la impedància d'entrada és infinita i la impedància de sortida és zero. Altres propietats del buffer ideal són: linealitat perfecta, independentment de les amplituds del senyal; i resposta de sortida instantània, independentment de la velocitat del senyal d'entrada.
Si la tensió es transfereix sense canvis (el guany de tensió Av és 1), l'amplificador és un buffer de guany unitari; també conegut com a seguidor de tensió perquè la tensió de sortida segueix o segueix la tensió d'entrada. Tot i que el guany de tensió d'un amplificador d'amortidor de tensió pot ser (aproximadament) unitat, normalment proporciona un guany de corrent considerable i, per tant, un guany de potència. Tanmateix, és habitual dir que té un guany d'1 (o l'equivalent 0 dB), referint-se al guany de tensió.
Com a exemple, considerem una font Thévenin (tensió VA, resistència en sèrie RA) que impulsa una càrrega de resistència RL. A causa de la divisió de tensió (també anomenada "càrrega"), la tensió a través de la càrrega és nomésVA RLRL + RA. Tanmateix, si la font Thévenin impulsa un buffer de guany unitari com el de la figura 1 (a dalt, amb guany unitari), la tensió d'entrada a l'amplificador és VA, i sense divisió de tensió perquè la resistència d'entrada de l'amplificador és infinita. A la sortida, la font de tensió dependent lliura tensió Av VA = VA a la càrrega, de nou sense divisió de tensió perquè la resistència de sortida del buffer és zero. Un circuit equivalent de Thévenin de la font de Thévenin original combinada i el buffer és una font de tensió ideal V A amb resistència Thévenin zero.

## Seguidor de corrent
Normalment s'utilitza un amplificador d'amortidor de corrent per transformar un senyal de corrent amb una impedància de sortida baixa d'un primer circuit en un corrent idèntic amb una alta impedància per a un segon circuit. L'amplificador de memòria interposat evita que el segon circuit carregui el corrent del primer circuit de manera inacceptable i interfereixi amb el seu funcionament desitjat. Al buffer de corrent ideal (figura 1 inferior), la impedància de sortida és infinita (una font de corrent ideal) i la impedància d'entrada és zero (un curtcircuit). De nou, altres propietats del buffer ideal són: linealitat perfecta, independentment de les amplituds del senyal; i resposta de sortida instantània, independentment de la velocitat del senyal d'entrada.
Per a un buffer de corrent, si el corrent es transfereix sense canvis (el guany de corrent βi és 1), l'amplificador torna a ser un buffer de guany unitari; aquesta vegada es coneix com a seguidor de corrent perquè el corrent de sortida segueix o segueix el corrent d'entrada.
Com a exemple, considereu una font Norton (corrent IA, resistència paral·lela RA ) que condueix una càrrega de resistència RL. A causa de la divisió actual (també anomenada "càrrega"), el corrent subministrat a la càrrega és nomésIA RARL + RA. Tanmateix, si la font Norton impulsa un buffer de guany d'unitat com el de la figura 1 (a sota, amb guany d'unitat), l'entrada de corrent a l'amplificador és I A, sense divisió de corrent perquè la resistència d'entrada de l'amplificador és zero. A la sortida, la font de corrent dependent subministra corrent β i I A = I A a la càrrega, de nou sense divisió de corrent perquè la resistència de sortida del buffer és infinita. Un circuit equivalent de Norton de la font de Norton original combinada i el buffer és una font de corrent ideal I A amb una resistència Norton infinita.

## Exemples de seguidor de tensió

Figura 2: un amplificador de retroalimentació negativa

Un seguidor de tensió augmentat per un transistor; també es pot veure com el "transistor ideal" sense una caiguda de tensió de polarització directa de l'emissor de base al senyal d'entrada. Aquest és el circuit bàsic dels reguladors de tensió lineal.

Figura 3. Un amplificador de memòria intermèdia de guany unitari basat en amplificador operacional

La impedància d'aquest circuit no prové de cap canvi de tensió, sinó de les impedàncies d'entrada i sortida de l'amplificador operatiu. La impedància d'entrada de l'amplificador operacional és molt alta (1 MΩ a 10 TΩ), el que significa que l'entrada de l'amplificador operacional no carrega la font i només en treu un corrent mínim. Com que la impedància de sortida de l'amplificador operacional és molt baixa, condueix la càrrega com si fos una font de tensió perfecta. Tant les connexions cap a com des del buffer són, per tant, connexions de pont d'impedància , que redueixen el consum d'energia a la font, la distorsió per sobrecàrrega, la diafonia i altres interferències electromagnètiques.

Un seguidor de tensió augmentat per un transistor; també es pot veure com el "transistor ideal" sense una caiguda de tensió de polarització directa de l'emissor de base al senyal d'entrada. Aquest és el circuit bàsic dels reguladors de tensió lineal

Altres amplificadors de memòria intermèdia de guany d'unitat inclouen el transistor d'unió bipolar en configuració de col·lector comú (anomenat seguidor d'emissor perquè la tensió de l'emissor segueix la tensió base, o un seguidor de tensió perquè la tensió de sortida segueix la tensió d'entrada); el transistor d'efecte de camp en configuració de drenatge comú (anomenat seguidor de font perquè la tensió de la font segueix la tensió de la porta o, de nou, un seguidor de tensió perquè la tensió de sortida segueix la tensió d'entrada); o configuracions similars utilitzant tubs de buit (seguidor de càtode) o altres dispositius actius. Tots aquests amplificadors en realitat tenen un guany lleugerament inferior a la unitat (tot i que la pèrdua pot ser petita i sense importància) i afegeixen un desplaçament de CC. En aquests esquemes només es mostra un transistor com a dispositiu actiu (no obstant això, la font de corrent d'aquests circuits també pot requerir transistors).

## Exemples de seguidors de corrent

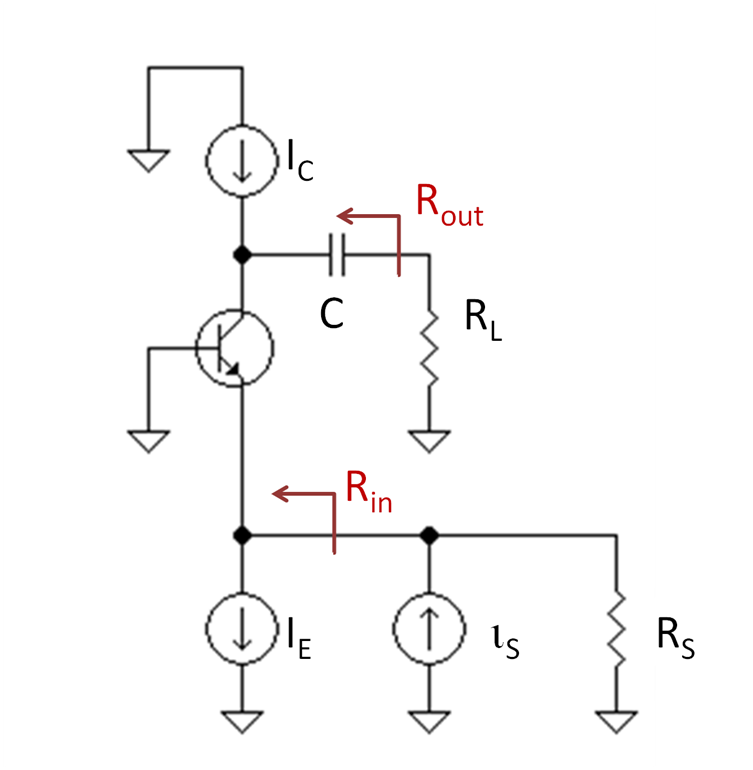
Figura 6: Seguidor de corrent bipolar polaritzat per la font de corrent I _{E} i amb càrrega activa I _{C}

Els amplificadors de buffer de guany d'unitat simples inclouen el transistor d'unió bipolar en configuració de base comuna o el MOSFET en configuració de porta comuna (anomenat seguidor de corrent perquè el corrent de sortida segueix el corrent d'entrada). El guany de corrent d'un amplificador de memòria intermèdia és (aproximadament) unitat.
La figura 6 mostra un buffer de corrent bipolar polaritzat amb una font de corrent (designada I E per a corrent d'emissor de CC) i conduint una altra font de corrent de CC com a càrrega activa (designada I C per a corrent de col·lector de CC). El corrent del senyal d'entrada de CA i s'aplica al node emissor del transistor mitjançant una font de corrent de Norton CA amb resistència Norton RS. El corrent de sortida de CA iout és lliurat pel buffer mitjançant un gran condensador d'acoblament per carregar RL. Aquest condensador d'acoblament és prou gran com per ser un curtcircuit a les freqüències d'interès.
Com que la resistència de sortida del transistor connecta els costats d'entrada i sortida del circuit, hi ha una retroalimentació (molt petita) de voltatge enrere de la sortida a l'entrada, de manera que aquest circuit no és unilateral. A més, per la mateixa raó, la resistència d'entrada depèn (lleugerament) de la resistència de càrrega de sortida, i la resistència de sortida depèn significativament de la resistència del controlador d'entrada. Per obtenir més detalls, consulteu l'article sobre amplificador de base comú.